# Елеф Рингнес (острво)
Острво Елеф Рингнес (енгл. Ellef Ringnes Island) је једно од већих острва у канадском арктичком архипелагу, прецизније једно од Свердруп острва. Острво је у саставу канадске територије Нунавут. 
Именовао га је Ото Свердруп по спонзору његове експедиције.
Површина износи око 11 295 km², по којој је острво 69. у свијету и 16. у Канади по величини.
Највиши врх је без имена и висине од 260 m.
Острво је ненасељено.